# Arteriola efferente
L'arteriola efferente (in latino arteriola glomerularis efferens) è un'arteriola dell'apparato urinario, situata all'interno del rene, che si origina dalla fusione dei capillari glomerulari (propri del glomerulo renale), per dirigersi verso i capillari peritubulari, irrorando il sistema tubulare del nefrone. Le arteriole efferenti svolgono un importante ruolo nel mantenere la velocità di filtrazione glomerulare, nonostante le fluttuazioni nella pressione sanguigna.
Nei reni dei mammiferi, queste arteriole seguono due percorsi molto diversi, a seconda della posizione in cui si trovano i glomeruli; circa il 15% dei glomeruli si trovano nei pressi del confine tra la corticale e la midollare renale e sono conosciuti come glomeruli iuxtamidollari. Il resto sono glomeruli corticale indifferenziati.

## Struttura

### Nei glomeruli iuxtamidollari
Le arteriole efferenti dei glomeruli iuxtamidollari formano dei fasci di vasi (arteriole rette spurie) che attraversano la zona midollare esterna per irrorare la zona interna. Le venule di ritorno dal midollo interno (venule rette) si diramano in modo molto regolare a formare una rete mirabile organizzata.
Questa rete è responsabile dell'isolamento osmotico della midollare interna dal resto del rene e permette così l'escrezione di urina ipertonica quando le circostanze lo richiedono. La rete serve anche ad isolare la midollare interna dallo scambio gassoso, dato che il metabolismo in questa zona è anaerobico; i globuli rossi sono ordinariamente deviati dalle arteriole rette con un meccanismo sconosciuto nel plesso capillare che circonda i tubuli della midollare esterna. Il sangue di ritorno dalla zona midollare interna percorre la vena renale.

### Nei glomeruli corticali indifferenziati
Le arteriole efferenti dei glomeruli corticali indifferenziati sono più complesse rispetto alle altre arteriole efferenti. Prima di uscire dal glomerulo danno origine a capillari, diventando parte di un ricco complesso di vasi che circondano la porzione corticale dei tubuli renali.

## Funzione
L'arteriola efferente, assieme al glomerulo e all'arteriola afferente, forma una rete mirabile arteriosa, ossia una rete di capillari sanguigni interposta fra due arterie, a differenza delle normali reti capillari comprese fra un'arteria e una vena.
Quando i livelli di angiotensina II aumentano a causa di attivazione del sistema renina-angiotensina-aldosterone, la maggior parte delle arterie va incontro a vasocostrizione, al fine di mantenere un'adeguata pressione sanguigna; tuttavia, questo riduce il flusso sanguigno verso i reni. Per compensare, le arteriole efferenti, sempre in risposta ad un aumento dei livelli di angiotensina II, si restringono in misura maggiore rispetto alle altre arterie; quindi non si ha perdita di pressione nei capillari glomerulari e la velocità di filtrazione glomerulare rimane adeguata.

## Galleria d'immagini

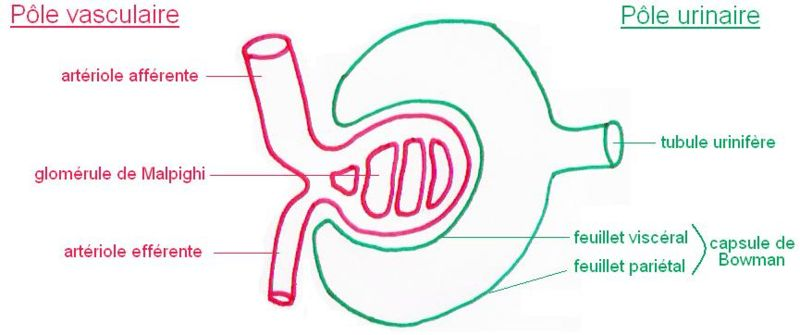
Corpuscolo renale di Malpighi.
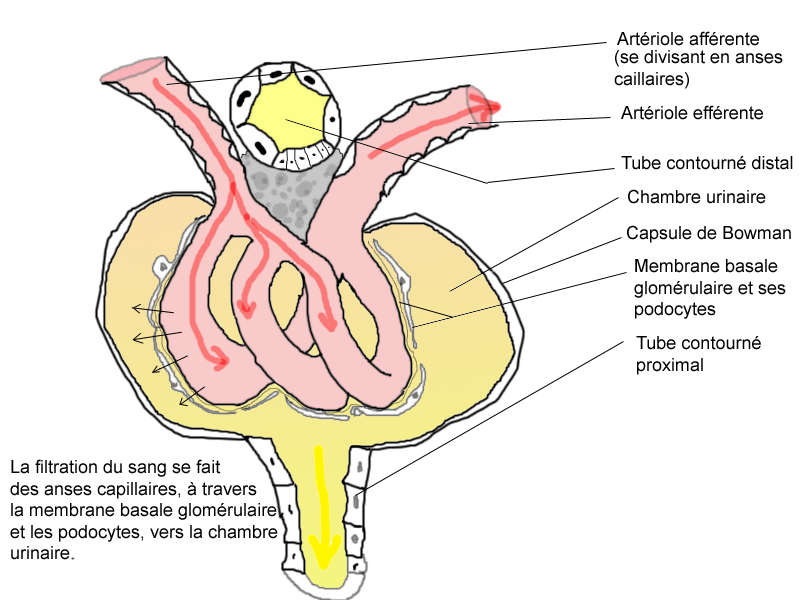
Glomerulo.
Corpuscolo renale